# ديوي ريدمان
ديوي ريدمان (بالإنجليزية: Dewey Redman)‏ هو عازف كلارينيت وملحن وعازف جاز أمريكي، ولد في 17 مايو 1931 في فورت وورث في الولايات المتحدة، وتوفي في 2 سبتمبر 2006 في بروكلين في الولايات المتحدة.

## وصلات خارجية
- ديوي ريدمان على موقع الموسوعة البريطانية (الإنجليزية)
- ديوي ريدمان على موقع ميوزك برينز (الإنجليزية)
- ديوي ريدمان على موقع أول ميوزيك (الإنجليزية)
- ديوي ريدمان على موقع ديسكوغز (الإنجليزية)